# Nathália Costa
Nathália Tavares Pires da Costa (Rio de Janeiro, 1 de setembro de 2008) é uma atriz brasileira. Atua desde os dois anos e sete meses de idade.

## Carreira
Estreou na televisão aos dois anos de idade como a personagem Bárbara em A Vida da Gente. Em 2014, participou da minissérie A Teia como Ninota, o que gerou controversas devido a cenas fortes que incluiam agressões e torturas sofridas por sua personagem. No mesmo ano, participou da telenovela Alto Astral como Bella, que lhe rendeu indicação ao Prêmio Contigo de Melhor Atriz Infantil.
Em 2016, interpretou a personagem Alice na telenovela Êta Mundo Bom!.
Em 2017, assinou com a RecordTV para interpretar Ester na telenovela Apocalipse.
Participou da segunda temporada da Dancinha dos Famosos (2017), quadro especial exibido pelo Domingão do Faustão.
Em 2018, fez uma apresentação especial na final da segunda temporada do Popstar junto com Clara Galinari, João Bravo, Luís Felipe Mello e Gabriel Palhares.
Em 2020, fez o papel da protagonista Maria Flor na série infantil Detetives do Prédio Azul, a partir de sua décima-quinta temporada.

## Filmografia

### Televisão
| Ano       | Título                        | Personagem                | Ref                                   |
| --------- | ----------------------------- | ------------------------- | ------------------------------------- |
| 2011      | A Vida da Gente               | Bárbara (1ª fase)         | [ 9 ]                                 |
| 2014      | A Teia                        | Ana Tereza (Ninota)       | [ 10 ]                                |
| 2014–15   | Alto Astral                   | Bella Martins Bittencourt | [ 11 ]                                |
| 2016      | Êta Mundo Bom!                | Alice Lima (Fadinha)      | [ 5 ]                                 |
| 2017–18   | Apocalipse                    | Ester Koheg Gudman        | [ 6 ]                                 |
| 2018      | Uma Escola Demais             | Valentina                 | [ 2 ]                                 |
| 2020–2023 | Detetives do Prédio Azul      | Maria Flor Madeira        | (Temporadas 14-18)                    |
| 2022      | Vai que Cola                  | Maria Flor Madeira        | Episódio: "Detetives do Palácio Azul" |
| 2023      | Vai na Fé                     | Meire Santiago            | [ 14 ]                                |
| 2023      | Fofoqueira Não, Bem Informada | Apresentadora             |                                       |

### Cinema
| Ano  | Título                          | Personagem | Ref    |
| ---- | ------------------------------- | ---------- | ------ |
| 2018 | Os Farofeiros                   | Karolayne  | [ 15 ] |
| 2025 | Câncer com Ascendente em Virgem | Alice      | [ 16 ] |

### Teatro
| Ano  | Título                   | Personagem      | Ref    |
| ---- | ------------------------ | --------------- | ------ |
| 2014 | Os Viajantes             | Apavorada       | [ 2 ]  |
| 2015 | O Reino dos Mal Educados | Professora Piti | [ 2 ]  |
| 2016 | Nos Tempos do Milk Shake |                 | [ 17 ] |
| 2016 | Para Conhecer os Beatles |                 | [ 2 ]  |

## Prêmios e indicações
| Ano  | Prêmio                | Categoria             | Trabalho    | Resultado | Ref   |
| ---- | --------------------- | --------------------- | ----------- | --------- | ----- |
| 2015 | Prêmio Contigo! de TV | Melhor Atriz Infantil | Alto Astral | Indicada  | [ 4 ] |